# Iostaura jansei
Iostaura jansei är en fjärilsart som beskrevs av Sergius G. Kiriakoff 1970. Iostaura jansei ingår i släktet Iostaura och familjen tandspinnare. Inga underarter finns listade i Catalogue of Life.